# Nemyčeves
Nemyčeves je obec v okrese Jičín v Královéhradeckém kraji. Žije zde 352 obyvatel.

## Historie
První písemná zmínka o obci pochází z roku 1340, kdy se připomíná Syppo z Nemoičewsi. Podle toho se usuzovalo, že název obce mohl být odvozen ze vsi Nemojkovy . Nadále ves patřila Čéčům z Nemyčevsi. Tvrz pánů z Nemyčevsi, obývaná ve 14. a 15. století, byla po smrti Jana Čéče roku 1508 prodána Trčkům z Lípy a zanikla. Velký rozkvět obec prožívala v období baroka pod patronátem jezuitů v první polovině 18. století.

## Obyvatelstvo
| Rok            | 1869 | 1880 | 1890 | 1900 | 1910 | 1921 | 1930 | 1950 | 1961 | 1970 | 1980 | 1991 | 2001 | 2011 | 2021 |
| -------------- | ---- | ---- | ---- | ---- | ---- | ---- | ---- | ---- | ---- | ---- | ---- | ---- | ---- | ---- | ---- |
| Počet obyvatel | 679  | 693  | 755  | 753  | 703  | 666  | 640  | 519  | 481  | 413  | 338  | 254  | 274  | 338  | 344  |
| Počet domů     | 94   | 98   | 103  | 106  | 125  | 129  | 136  | 143  | 133  | 127  | 118  | 135  | 137  | 138  | 128  |

## Obecní správa

### Obecní symboly
Znak a vlajka byly obci uděleny rozhodnutím předsedy Poslanecké sněmovny Parlamentu České republiky dne 6. ledna 2021.

## Pamětihodnosti
- Kostel svatého Petra a Pavla – barokní jednolodní stavba, vystavěna jezuity k roku 1721 na základech gotické stavby, ze které se zachovalo hranolové jádro věže. Kostel byl obnoven s nástěnnými malbami J. Podlipného v letech 1900–1901. Na hlavním oltáři je obraz svatého Petra, Pavla a Vavřince, na bočních oltářích barokní obrazy svatých Prokopa, Ludmily, Václava, Anny a Floriána, patrně od jezuitského malíře Ignáce Raaba. V patře je barokní oratoř.
- Márnice na hřbitově – původně barokní stavba postavená současně z kostelem v prvních desetiletích 18. století

## Osobnosti
- Jan Čéč z Nemyčevsi († 1508), stolník krále Vladislava Jagellonského. Pohřben v katedrále svatého Víta v Praze, znaková náhrobní deska se dochovala v Lapidáriu Národního muzea v Praze.